# Luck
Luck (ukrajinski: Луцьк, Luc'k; poljski: Łuck) grad je u sjeverozapadnoj Ukrajini, središte Volinjske oblasti. Spada među najstarije antičke slavenske odnosno ukrajinske gradove i lokacije na kojima su prebivali najstariji Slaveni.
Grad Luck ima više povijesnih i kulturnih znamenitosti među kojima se najviše ističu Ljubartska tvrđava iz 14. stoljeća, Isusovačka katedrala iz 17. stoljeća i više rimokatoličkih, grkokatoličkih i pravoslavnih crkava i manastira iz 16. i 17. stoljeća. 
U gradu je također razvijena industrija; najpoznatija je tvornica za proizvodnju automobila, cipela, namještaja, električnih uređaja i alkoholnog pića piva. 

## Zemljopis
Grad je smješten uz rijeku Stir u sjeverozapadnoj Ukrajini. Administrativno je središte Volinjske oblasti, kao i administrativno središte Luckog rajona unutar oblasti.

## Povijest
Prema legendi, grad Luck je osnovan u 7. stoljeću. Međutim, prvi poznati dokument koji ukazuje na starost grada datira iz 1085. godine. Luck je bio glavni grad Galičko-Volinjske kneževine do osnivanja grada Volodimira-Volinjskog. Do Drugoga svjetskog rata u gradu su živjele velike zajednice Poljaka i Židova.

## Stanovništvo
Po službenom popisu stanovništva iz 2002. godine, grad je imao oko 202 900 stanovnika, a prema procjeni stanovništva iz 2007. godine grad je imao oko 206 000 stanovnika. U siječnju 2022. godine zabilježeno je 215 986 stanovnika u gradu.

## Galerija slika
- Ljubartska tvrđava
- Pogled na ulazna vrata Lucke tvrđave
- Državno sveučilište Luck

## Poznate osobe
- Anatolij Tymoščuk, ukrajinski nogometaš i reprezentetivac
- Oksana Zabužko, ukrajinska spisateljica

## Gradovi prijatelji
- Zamość, Poljska
- Rzeszów, Poljska
- Lublin, Poljska
- Olsztyn, Poljska
- Toruń, Poljska
- Bielsk Podlaski, Poljska
- Brest, Bjelorusija
- Gori, Gruzija
- Xiangtan, Kina

## Vanjske poveznice
- Službena stranica grada  Arhivirana inačica izvorne stranice od 28. travnja 2006. (Wayback Machine)

### Ostali projekti
|  | Zajednički poslužitelj ima još gradiva o temi Luck |